# Unlasting
《unlasting》是日本女歌手LiSA的第16張單曲，於2019年12月11日由SACRA MUSIC發售。同年10月21日先行發行A面曲《unlasting》的網上下載版本。《unlasting》是電視動畫《刀劍神域 Alicization War of Underworld》的片尾曲。這是LiSA第7次為《刀劍神域》演唱主題曲。

## 外部連結
- YouTube上的《unlasting》音樂影片
- YouTube上的《unlasting》現場演唱版 - THE FIRST TAKE